# Spanische Eishockeynationalmannschaft der Frauen
Die spanische Eishockeynationalmannschaft der Frauen ist die nationale Eishockey-Auswahl Spaniens. Sie unterliegt dem spanischen Eissportverband Federación Española de Deportes de Hielo. Ihr erstes Spiel gegen eine andere Auswahl der IIHF bestritt sie am 22. Mai 2009. Die erste WM-Teilnahme erfolgte 2011.

## Geschichte
Die spanische Eishockeynationalmannschaft der Frauen feierte ihr Debüt bei einem internationalen Turnier im französischen Cergy, als das Team am 21. Mai 2009 das Auftaktspiel gegen eine Auswahl Bayerns mit 1:10 verlor. Den ersten Sieg feierte die Mannschaft am selben Tag durch ein 4:0 gegen die Lady Panthers Grefrath. Das erste Ländermatch ging im Zuge des Turniers am 22. Mai gegen Belgien über die Bühne und endete mit einer 1:3-Niederlage. Ihr Debüt bei Weltmeisterschaften feierten die Spanierinnen 2011, wo sie in Sofia in der Division V Rang zwei hinter Polen belegten. Aufgrund der Absage mehrerer Mannschaften, spielten sie im Folgejahr in der höheren Division II B, konnten sich jedoch schnell etablieren. Nach einer Auftaktniederlage gegen den späteren Aufsteiger Polen, gewannen die Ibererinnen die Begegnungen gegen Südafrika, Belgien, Island und Gastgeber Südkorea, um letztlich den zweiten Gruppenplatz zu belegen. Bei der WM 2018 gelang den Spanierinnen durch Siege gegen Island, die Türkei, Rumänien, die Republik China und Neuseeland der erstmalige Aufstieg in die Division II A, in der sich das Team in den folgenden vier Turnieren behaupten konnte. Bei der WM 2025 konnte sich die Auswahl trotz einer Auftaktniederlage gegen Island im Penalty-Schießen, dank Siegen gegen Mexiko, Nordkorea, die Republik China sowie im entscheidenden letzten Spiel gegen Gastgeber Polen, durchsetzen und erreichte damit zum ersten Mal den Aufstieg in die Division IB.

## Platzierungen
Gesamtplatzierung in Klammer
| Jahr | Austragungsort                          | Division                                | Platzierung                             | Bemerkung                               |
| ---- | --------------------------------------- | --------------------------------------- | --------------------------------------- | --------------------------------------- |
| 2011 | Sofia                                   | Division V                              | 2. (33.)                                |                                         |
| 2012 | Seoul                                   | Division II B                           | 2. (28.)                                |                                         |
| 2013 | Puigcerdà                               | Division II B                           | 2. (28.)                                |                                         |
| 2014 | Reykjavík                               | Division II B                           | 3. (29.)                                |                                         |
| 2015 | Jaca                                    | Division II B                           | 3. (29.)                                |                                         |
| 2016 | Jaca                                    | Division II B                           | 2. (28.)                                |                                         |
| 2017 | Akureyri                                | Division II B                           | 2. (28.)                                |                                         |
| 2018 | Valdemoro                               | Division II B                           | 1. (28.)                                | Aufstieg in die Division II A           |
| 2019 | Dumfries                                | Division II A                           | 3. (25.)                                |                                         |
| 2020 | Aufgrund der COVID-19-Pandemie abgesagt | Aufgrund der COVID-19-Pandemie abgesagt | Aufgrund der COVID-19-Pandemie abgesagt | Aufgrund der COVID-19-Pandemie abgesagt |
| 2021 | Aufgrund der COVID-19-Pandemie abgesagt | Aufgrund der COVID-19-Pandemie abgesagt | Aufgrund der COVID-19-Pandemie abgesagt | Aufgrund der COVID-19-Pandemie abgesagt |
| 2022 | Jaca                                    | Division II A                           | 3. (24.)                                |                                         |
| 2023 | Mexiko-Stadt                            | Division II A                           | 2. (24.)                                |                                         |
| 2024 | Canillo                                 | Division II A                           | 2. (24.)                                |                                         |
| 2025 | Bytom                                   | Division II A                           | 1. (23.)                                | Aufstieg in die Division I B            |

| Jahr | Austragungsort         | Runde                     | Platzierung | Bemerkung |
| ---- | ---------------------- | ------------------------- | ----------- | --------- |
| 2014 | Barcelona              | Vorqualifikation          | 3.          |           |
| 2018 | Donostia-San Sebastián | Erste Qualifikationsrunde | 3.          |           |
| 2022 | Torre Pellice          | Vor-Qualifikation Runde 2 | 2.          |           |
| 2026 | Sheffield              | Vor-Qualifikation Runde 2 | 4.          |           |